# 微颤蓝细菌科
微颤蓝细菌科（学名：Microscillaceae）为噬纤维菌目的一个科。此科的模式属为微颤蓝细菌属(Microscilla)。

## 下级分类
- 艾森氏杆菌属 Eisenibacter Hahnke et al., 2017
- 微颤蓝细菌属 Microscilla Pringsheim, 1951